# 卡洛斯·阿尔瓦拉多·克萨达
卡洛斯·阿尔瓦拉多·克萨达（西班牙語：Carlos Alvarado Quesada，西班牙語發音：[ˈkaɾlos albaˈɾaðo keˈsaða]，1980年1月14日—）是哥斯达黎加政治家、作家、记者和政治学家，前任哥斯达黎加总统。阿尔瓦拉多是中间偏左政党公民行动党的成员，他曾在路易斯·吉列尔莫·索利斯总统任内担任劳动和社会保障部长。
阿尔瓦拉多在总统就职时38岁，成为自1914年阿尔弗雷多·冈萨雷斯·弗洛雷斯（36岁）以来最年轻的在职哥斯达黎加总统。

## 早年生活和教育经历
阿尔瓦拉多拥有哥斯达黎加大学的传播学学士学位和政治学硕士学位，在萨塞克斯大学发展研究所获得发展研究硕士学位，他还曾是2008至09年志奋领奖学金获得者。
在学生时代，阿尔瓦拉多与他未来的妻子克劳迪娅·道布尔斯·卡马戈在乘坐校车时相遇。
阿尔瓦拉多是罗马天主教徒。

## 职业生涯

### 文学生涯
2006年，阿尔瓦拉多与佩罗·阿祖尔（Perro Azul）出版了故事选集《Transcripciones Infieles》。 同年，他凭借小说《科尼利厄斯·布朗的故事》（La historia de Cornelius Brown）获得了哥斯达黎加编辑的青年创作奖。  2012年，他出版了历史小说《财产》（Las Posesiones），描绘了哥斯达黎加在二战期间政府没收德意志人和意大利人财产的黑暗历史时期。

### 政治生涯
卡洛斯·阿尔瓦拉多·克萨达在2006至2010年期间担任哥斯达黎加共和国立法大会公民行动党顾问。他曾是英国发展研究所中小型企业融资顾问、宝洁拉丁美洲餐具护理和空气护理部门经理、路易斯·吉列尔莫·索利斯总统竞选宣传部主任、哥斯达黎加大学集体传播学院和哥斯达黎加拉丁大学新闻学院教授。在索利斯执政期间，曾任人类发展和社会包容部长和联合社会福利机构执行主席，该机构负责消除贫困和向缺乏资源的人口提供国家援助。在维克多·莫拉莱斯·莫拉辞去劳动和社会保障部长职务后，总统任命阿尔瓦拉多接任。

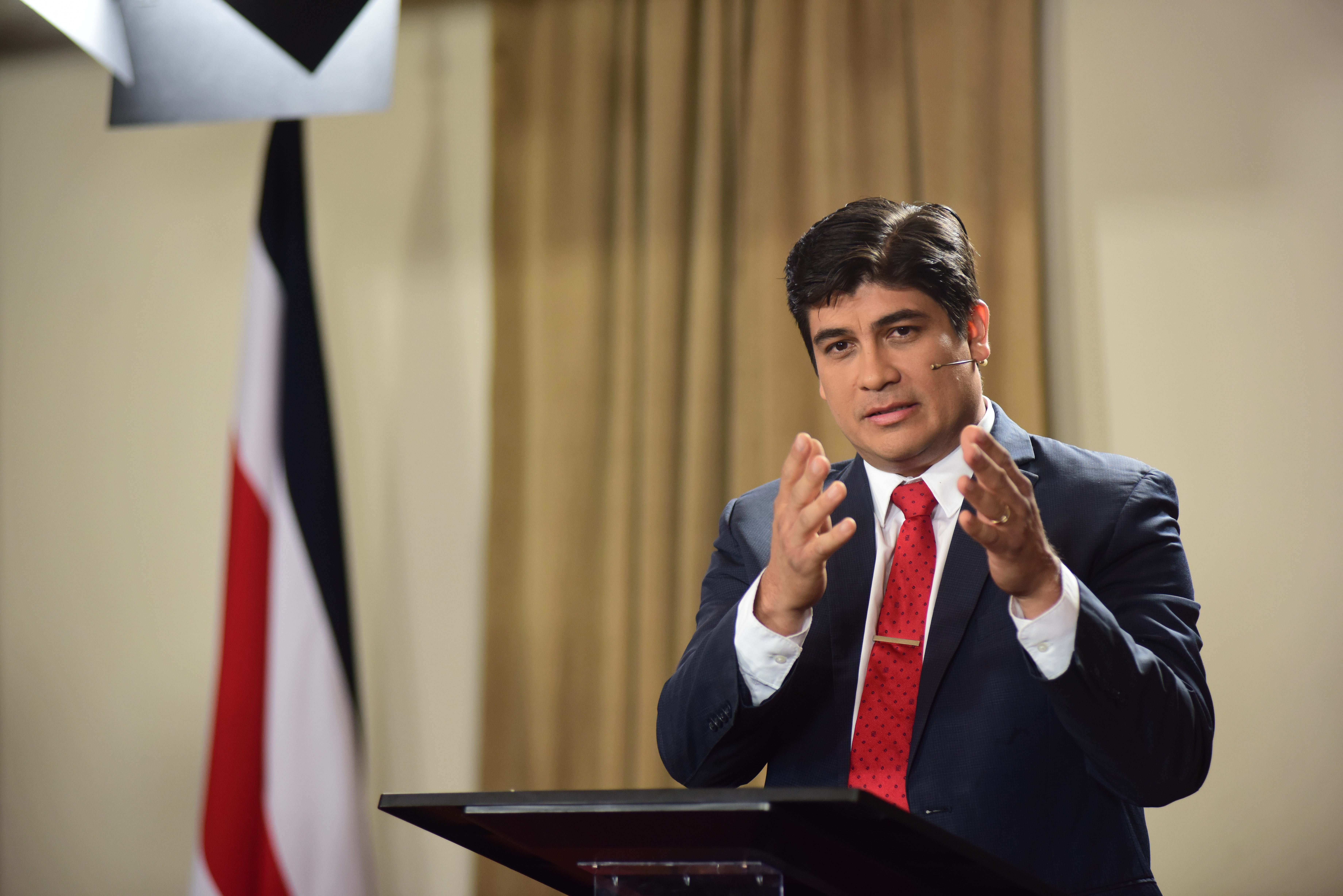
阿尔瓦拉多在2018年的演讲

2018年4月1日，阿尔瓦拉多在总统选举的第二轮以61%的得票率击败法布里奥·阿尔瓦拉多·穆尼奥斯。同性婚姻是竞选活动中的一个主要议题，此前美洲人权法院要求哥斯达黎加承认这种结合。阿尔瓦拉多·穆尼奥斯反对同性婚姻，而阿尔瓦拉多·克萨达主张尊重法院的裁决。结果阿尔瓦拉多·奎萨达不顾民调预测的势均力敌，以压倒性优势获胜。他于2018年5月8日宣誓就职。
当选总统后，阿尔瓦拉多一直致力于哥斯达黎加的经济脱碳。他制定了到2050年实现该国的净排放量为零的目标，并正在采取措施来实现这一目标。由于该国40%的温室气体排放来自交通运输，他正致力于为首都圣何塞建设一个基于电动轨道的公共交通系统。2019年2月24日，他在一个仪式上与哥斯达黎加前联合国气候变化框架公约负责人克里斯蒂娜·菲格雷斯一起，启动了一项旨在使该国经济完全脱碳的计划。在这次会议上，他把脱碳描述为“我们这一代人面临的巨大挑战”，并宣称“哥斯达黎加必须是最早实现这一目标的国家之一，即使不是第一个”。